# Globo Cidade
Globo Cidade foi um boletim jornalístico brasileiro local, criado em 1982 e exibido por algumas emissoras da TV Globo, como a TV Globo Rio de Janeiro, Brasília e Pernambuco. Em São Paulo e Minas Gerais, as versões locais do Globo Cidade eram conhecidas respectivamente como Boletim SPTV e Plantão Radar MG. Antigamente, o boletim mineiro era chamado de MG Cidade, usando uma vinheta com base nas antigas vinhetas do MGTV, exibidas entre 1997 e 1999 e entre 1999 e 2005. Os boletins eram exibidos nos intervalos da programação vespertina da emissora. Saiu do ar em 2014, por falta de utilização das emissoras, e algumas substituíram o Globo Cidade, por boletins dos Praça TV, ou pelo Radar Praça, ou ainda pelo Plantão da Globo.

## Afiliadas
- TV Globo Rio: Estreou em 1982, e saiu do ar em 2012, quando foi substituído pelo Plantão Radar RJ, que foi substituído em 2014, pelo Boletim RJTV.
- TV Globo São Paulo: Estreou em 1982, e saiu do ar em 2013, quando foi substituído pelo Boletim SPTV. Foi um quadro dos telejornais Bom Dia São Paulo, SP1 e 'SP2 de 24 de maio a 12 de agosto de 2017.[3][4]
- TV Globo Brasília: Estreou em 1982, e saiu do ar em 2014, quando foi substituído pelo Boletim DFTV.
- TV Globo Minas: Estreou em 1982, e saiu do ar em 1997, quando foi substituído pelo MG Cidade que saiu do ar em 2008, quando foi substituído pelo Boletim MGTV, que saiu do ar em 2013, quando foi substituído pelo Plantão Radar MG.
- TV Globo Pernambuco: Estreou em 1982, e saiu do ar em 2008, quando foi substituído pelo Plantão Radar NE.